# Vekerum
Vekerum är en ort i Mörrums socken i Karlshamns kommun, belägen utanför Karlshamn. Mellan 2015 och 2020 avgränsade SCB här en småort.
År 1886 kom järnvägen till orten och tågen gjorde uppehåll vid Vekerum station fram till 1971. Efter det ersattes tågstoppen med busstrafik, Blekingetrafikens linje 330 och 350 uppehåll vid Vekerum. I Vekerum bildades Sveriges första lärarförbund, Vekerums lärarförbund år 1838.